# مارکیز دنیلز
مارکیز دنیلز (انگلیسی: Marquis Daniels؛ زادهٔ ۷ ژانویهٔ ۱۹۸۱) بازیکن بسکتبال اهل ایالات متحده آمریکا است.
از باشگاه‌هایی که در آن بازی کرده‌است می‌توان به بوستون سلتیکس، میلواکی باکس، دالاس ماوریکس، و ایندیانا پیسرز اشاره کرد.